# May Louise Flodin
May Louise Flodin (Stoccolma, 5 settembre 1934 – Stoccolma, 4 febbraio 2011) è stata una modella svedese, vincitrice del concorso di bellezza Miss Mondo 1952.

## Biografia
May Louise Flodin è stata la seconda svedese a vincere il concorso di Miss Mondo, dopo che la prima edizione dell'anno precedente era stata vinta da Kiki Haakonson.
Oltre alla moda, May Louise Flodin diventò celebre insieme al marito per le pubbliche esibizioni di sci d'acqua. 
Gestì una catena di alberghi in Giordania ed ebbe quattro figli.